# Gamla Slottskällans bryggeri
Gamla Slottskällans Bryggeri AB är ett svenskt mikrobryggeri, som sedan 2017, ägs av Coppersmith's Brewery. Företaget grundades i Uppsala och produktionen förlades tidigare till i Boländerna i Uppsala. Bryggeriet är inriktat på att göra specialöl och hantverksmässigt bryggt öl. Namnet kommer från en av Uppsalas första vattentappar  Slottskällan, strax nedanför Uppsala slott.

## Historia
Idén att starta ett bryggeri tog form under 1995 efter att en av grundarna, Hans Finell, varit i USA och sett utbudet av öl från mikrobryggerier där. Han och Jonas H Andersson startade sedan bryggeriet 1997 och de två första ölen hette Premiär och Svart, vilka började säljas i maj 1998. Det ursprungliga företaget "Slottskällans Bryggeri" (SB) begärdes i konkurs under hösten 2003, men ombildades direkt under nuvarande namn då konkursförvaltaren insåg att det fanns en potential i bolaget. Under en period ägdes bryggeriet av Anders Slotte och producerade ungefär 650 000 liter öl per år. 2017 förvärvades bryggeriet av Coppersmith's Brewery i Västerås, vilket innebar slutet för företagets produktion i Uppsala.

## Sortiment
Idag innehåller Slottskällans mer fasta sortiment: Uppsala, Slottslager och Roslager (ljus lager med olika humlebeska, där Slottslagern har mest tillsatt humle och Uppsala minst), Imperial Stout (stout på 9% viktprocents alkoholstyrka), Kloster (belgisk ale) och Pale Ale (engelsk ale). Flera av ölen tillverkas också som folköl, vilka säljs i livsmedelsaffärer (främst i Uppland och Stockholmsområdet). I Slottskällans sortiment finns också säsongsöl som Tomte och Nisse till jul, Blåkulla till påsk, på sommaren Semester och veteölet Vit samt hösten 2010 den mörka lagern Höstlager. Under 2011 har bland annat tillkommit Svart, London, Zero, Freedom, Slottskällans IPA och EKO lager.
Genom åren har bryggeriet också tillverkat många specialöl (ofta som varianter av lagern Uppsala) till diverse företag, supporterklubbar, föreningar och evenemang. Ett senare exempel är den ljusa lagern Linné  som gjorts till Linnéjubileet 2007. Till bryggeriets tioårsjubileum 2008 lanserades ett jubileumsöl kallat Decennium, ett bocköl av tysk typ.
En historiskt intressant öl som tidigare tillverkats är veteölet Vrak, brygd med en jäststam från flaskor funna i ett vrak efter en tysk lastbåt som sänkts utanför Öland under första världskriget 1915. Det fick vid lanseringen 2001 viss internationell uppmärksamhet.